# Luc Dionne
Pour les articles homonymes, voir Dionne.
Luc Dionne est un scénariste et un réalisateur québécois né le 29 juillet 1960.
Alors PDG de la division Tekna Holding Canada et de ses filiales mondiales, Luc Dionne est devenu en 2021 chef de la direction de l’ensemble de l’entreprise. Cependant, à partir du 28 avril, c’est le Bromontois Claude Jean prendra la relève de l’entreprise de Sherbrooke.

## Filmographie

### Scénariste
- 1996 : Omertà (feuilleton TV)
- 1997 : Omertà II - La Loi du silence (feuilleton TV)
- 1999 : Omertà, le dernier des hommes d'honneur (feuilleton TV)
- 2000 : Tag, (collaboration) saison 1 (feuilleton TV)
- 2002 : Le Dernier Chapitre (feuilleton TV)
- 2002 : Bunker, le cirque (feuilleton TV)
- 2003 : Le Dernier Chapitre: La Vengeance (feuilleton TV)
- 2004 : Monica la mitraille
- 2005 : Aurore
- 2010 : L'Enfant prodige
- 2012 : Omertà
- 2016-2018 : Blue Moon (feuilleton TV)
- 2016 : Ruptures (saison 1)
- 2016-2022 : District 31 (série télévisée)
- 2024-2025 : Dumas (série télévisée)

### Réalisateur
- 2005 : Aurore
- 2010 : L'Enfant prodige
- 2012 : Omertà

## Récompenses et distinctions
- 2022 : Médaille d'honneur de l'Assemblée nationale du Québec[2]
- 2022 : Prix Gémeaux du meilleur texte : série dramatique annuelle pour District 31
- 2021 : Prix Gémeaux du meilleur texte : série dramatique annuelle pour District 31
- 2020 : Prix Gémeaux du meilleur texte : série dramatique annuelle pour District 31
- 2019 : Prix Gémeaux du meilleur texte : série dramatique annuelle pour District 31
- 2005 : Prix Génie de la meilleure adaptation pour Monica la mitraille (avec Sylvain Guy)